# Сашо Камбуров
Сашо Камбуров е български художник.
Роден е на 28 февруари 1963 година. Завършва живопис в университета „Св. св. Кирил и Методий“, Велико Търново, при професор Русчуклиев. Работи в областта на живописта. Член е на Съюза на българските художници и на Международната асоциация за пластичните изкуства АИАП към ЮНЕСКО. В периода 2008 – 2015 г. е избран за председател на Представителство СБХ-София в Плевен.
Сред персонажите в картините му са както образи от българския фолклор, езическата митология, самодиви, кукери, така и отхристиянската символика. Живописта му се характеризира с богато нюансирани и хармонични тонове, излъчваща топлота и експресивност. Колоритът му е вдъхновен от многобагрието на българската природа. Живописното изграждане се характеризира с богато нюансирани и хармонирани тонове, контрастни цветове, топлота и бликаща експресивност. Умишлено търсената деформация води до наивистична изказност, подчинена на първичното и ирационалното.
Живее и работи в град Плевен.